# Carlos Arévalo (réalisateur)
Pour les articles homonymes, voir Carlos Arévalo.
Carlos Arévalo Calvet, né le 19 août 1906 à Madrid et mort 7 septembre 1989, est un réalisateur de nationalité espagnole.

## Biographie
Il étudie la sculpture à l'Académie des beaux-arts San Fernando.
Militant franquiste, il se consacre au cinéma et pendant la dictature, il réalise plusieurs films ayant eu un certain succès. En 1942 il sort Rouge et Noir (Rojo y Negro), un film à résonance phalangiste qui, après quelques semaines à l'affiche, n'obtient pas l'aval des autorités et finira par être retiré des salles. Également au cours de cette année, il a essayé de porter la pièce de théâtre Fuenteovejuna sur les écrans sans succès. À partir de 1944, il se consacre à la sculpture et devient de fait professeur à l'École des Arts et Métiers.
Dans les années 1950, il reprend son activité cinématographique, revenant à la réalisation de plusieurs films.